# Lunardelli
Lunardelli este un oraș în Paraná (PR), Brazilia.